# Poratobolus mjoebergi
Poratobolus mjoebergi är en mångfotingart som beskrevs av Karl Wilhelm Verhoeff 1924. Poratobolus mjoebergi ingår i släktet Poratobolus och familjen slitsdubbelfotingar. Inga underarter finns listade i Catalogue of Life.